# Giải bóng đá vô địch quốc gia Guam 2004
Thống kê của Giải bóng đá vô địch quốc gia Guam mùa giải 2004.

## Tổng quan
Guam U-18 giành chức vô địch.